# Begonia boliviensis
Begonia boliviensis é uma espécie de Begonia.

## Sinônimos
- Begonia argentinensis Speg.
- Begonia boliviensis var. latitepala Irmsch.
- Begonia boliviensis var. volcanensis L.B.Sm. & B.G.Schub.

## Galeria

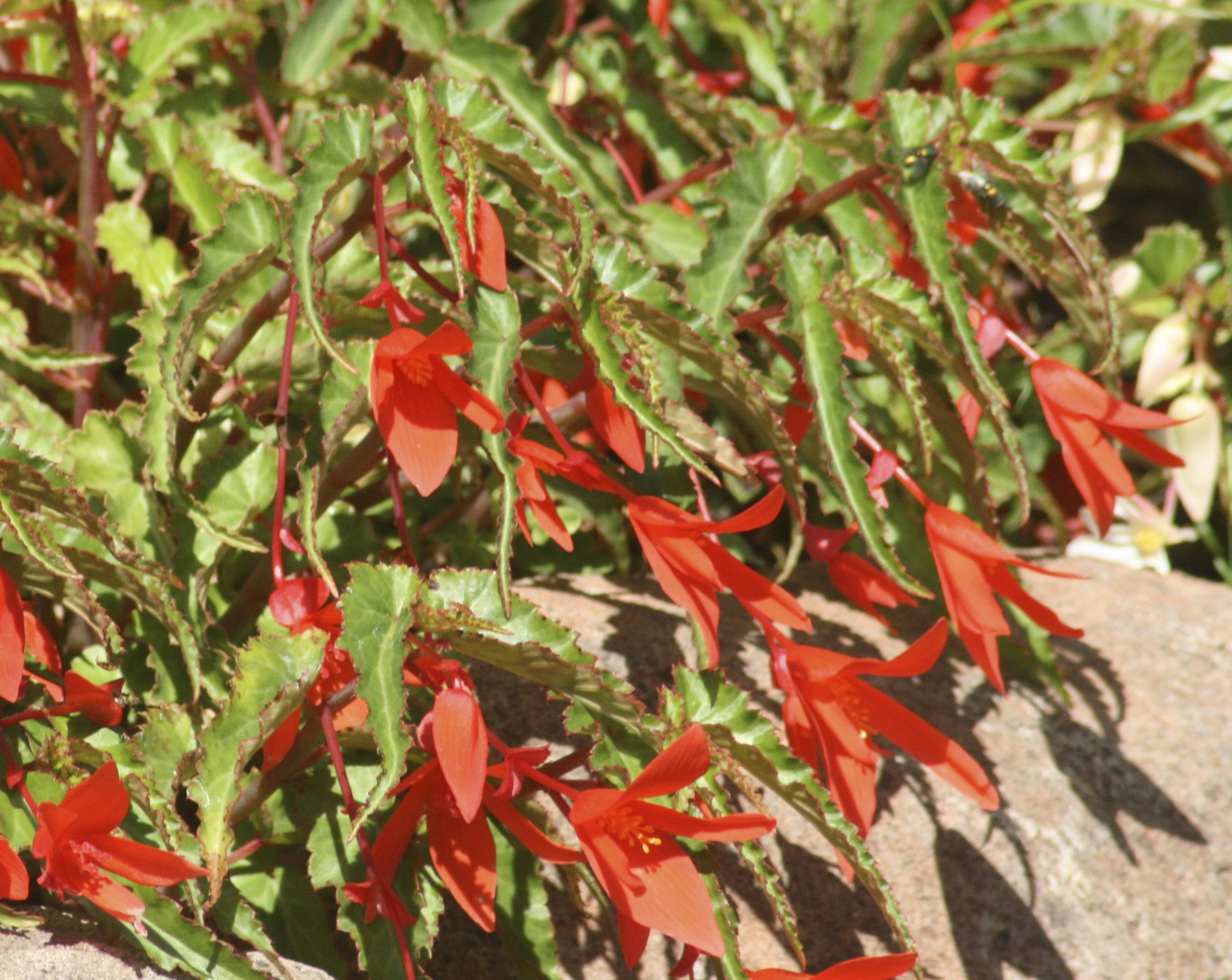
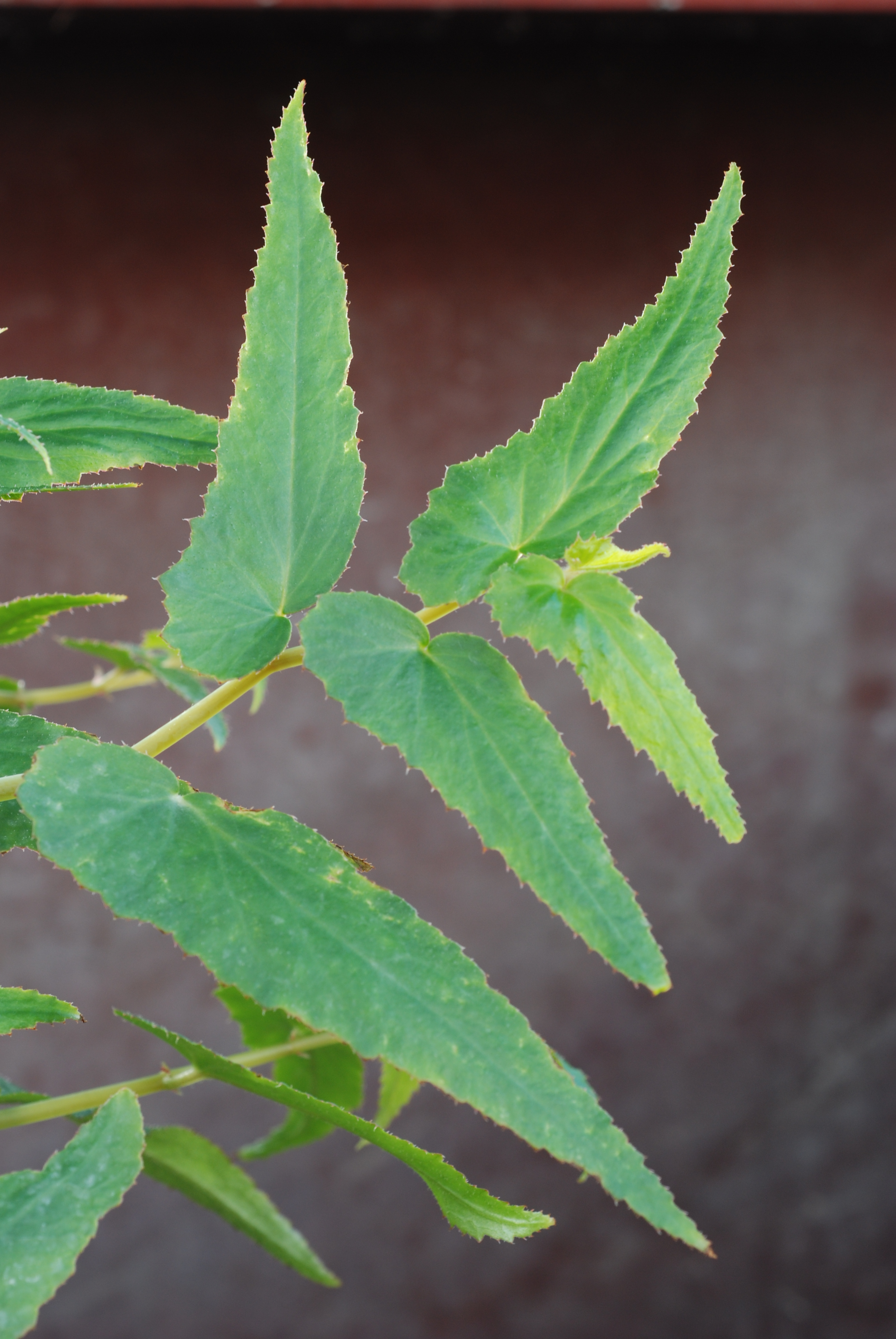
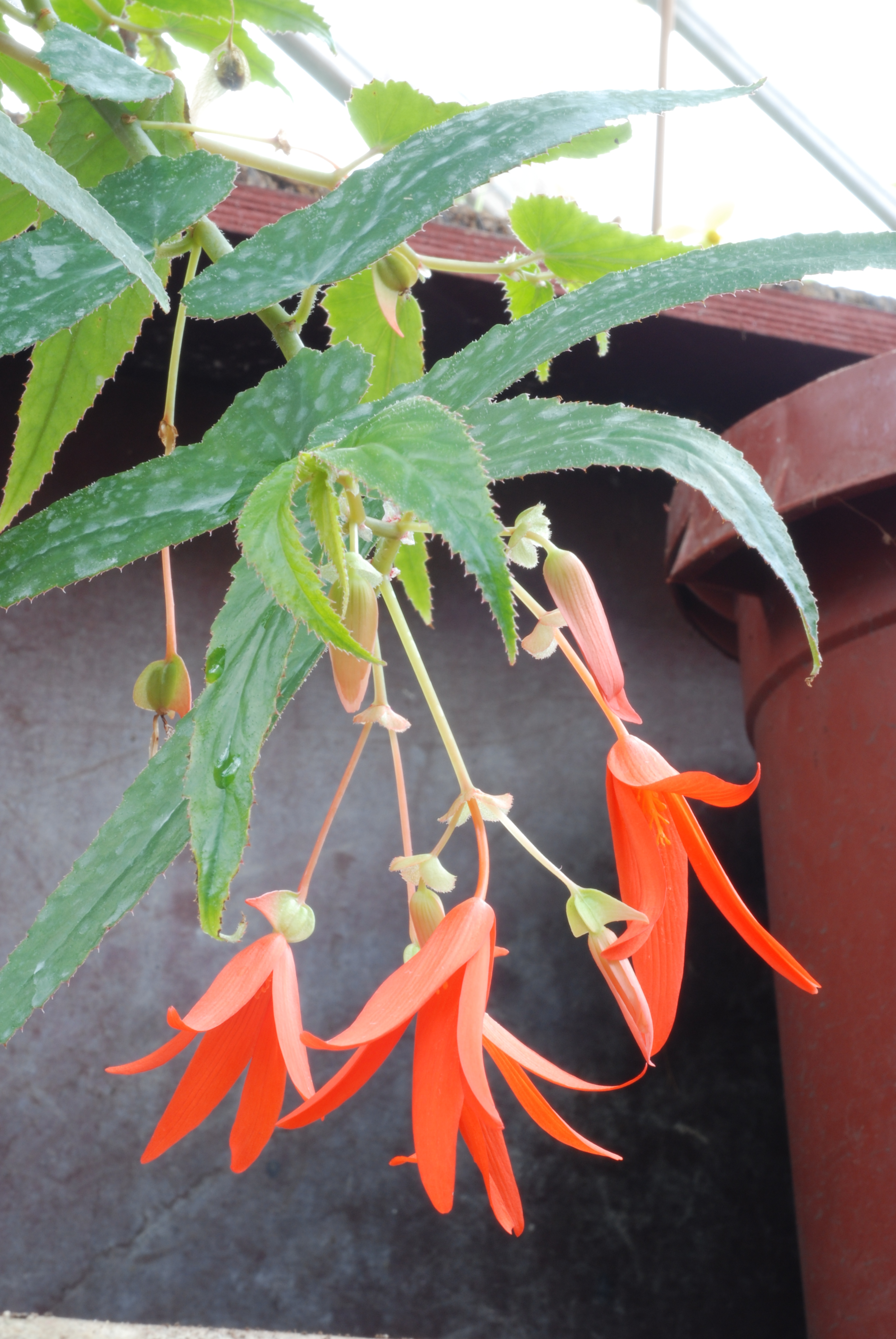